# Clàudia Marcel·la la Menor
Clàudia Marcel·la la Menor (en llatí Claudia Marcella Minor) era una dama romana que va néixer a Roma l'any 39 aC. Formava part de la dinastia Júlio-Clàudia, ja que era filla d'Octàvia, germana de l'emperador August i del cònsol Gai Claudi Marcel.
Va néixer quan el seu pare ja havia mort, després que la seva mare es casés amb Marc Antoni. La seva mare, l'emperador August i l'emperadriu Lívia Drusil·la la van criar i educar. Entre els anys 39 i 36 aC va vire a Atenes amb la seva mare, la seva germana Marcel·la la Major, i Marc Antoni, el seu padrastre. L'any 36 aC la mare i les dues filles van tornar a Roma.
El seu primer marit va ser Marc Valeri Messal·la Barbat Appià que va ser cònsol l'any 12 aC. Ella tenia uns quinze anys en el moment del matrimoni. Van tenir dos fills: Clàudia Pulcra i Marc Valeri Messal·la Barbat Messal·lí. Més endavant es va casar amb l'antic cònsol i censor Paul·le Emili Lèpid, que s'havia quedat vidu i tenia tres fills del seu matrimoni anterior. Lèpid i Marcel·la van tenir un fill, Paule Emili Regili, que va ser qüestor amb Tiberi.